# Antonina Milke
Antonina Milke ps. „Tosia”, „Nina” (ur. 3 sierpnia 1912 w Janowie, zm. 22 października 1944 w Katowicach) – nauczycielka, żołnierz Wydziału II Sztabu Inspektoratu ZWZ Sosnowiec Podokręgu Zagłębie, kurierka i kierowniczka biura szefa Oddziału II Sztabu Okręgu Śląskiego. Pośmiertnie odznaczona Krzyżem Srebrnym Orderu Wojennego Virtuti Militari.

## Życiorys
Antonina Milke urodziła się 3 sierpnia 1912 w Janowie k. Częstochowy w rodzinie Antoniego i Antoniny z d. Skrzekowska. Mieszkała w Sosnowcu, gdzie będąc nauczycielką pracowała w tamtejszej szkole powszechnej. Podczas okupacji w przedsiębiorstwie Józefa Grałły, który współpracował z II Oddziałem KO ZWZ Śląsk pracowała jako urzędniczka. W maju 1941 zaprzysiężona jako żołnierz Inspektoratu ZWZ Sosnowiec. W mieszkaniu swojej siostry Marii oraz brata Stanisława prowadziła dwie skrzynki kontaktowe Wydziału II Sztabu tego Inspektoratu. Przyjmowała także pocztę Oddziału II Sztabu Okręgu Śląskiego, w którym równocześnie pełniła funkcję kurierki i kierowniczki biura ppłk. Antoniego Siemiginowskiego ps. „Wiktor”, który był szefem wspomnianego oddziału. Poza tym brała udział w tajnym nauczaniu. Na początku czerwca 1942 aresztowano ją w Będzinie w miejscu pracy, w związku z wykryciem sieci wywiadu ofensywnego Oddziału II KG AK, który działał w Niemczech. Danutę więziono w Mysłowicach w więzieniu policyjnym. Podczas śledztwa była torturowana, ale niczego nie ujawniła, a następnie przewieziono ją do katowickiego więzienia, które mieściło się przy ul. Mikołowskiej, gdzie 22 października 1944 (wg informacji A. Siemiginowskiego) poniosła śmierć na gilotynie.

## Odznaczenia
- Krzyż Srebrny Orderu Wojennego Virtuti Militari – Rozkaz KG AK L. 113/BP. z 20 października 1943[1]